# Kovalevisargus
Kovalevisargus zijn een uitgestorven een vliegengeslacht uit de familie van de Kovalevisargidae. De wetenschappelijke naam van het geslacht is voor het eerst geldig gepubliceerd in 1997 door Mostovski.

## Soorten
De volgende soorten zijn bij het geslacht ingedeeld:
- Kovalevisargus brachypterus Zhang, 2011[2]  †
- Kovalevisargus clarigenus Mostovski, 1997[1]  †
- Kovalevisargus macropterus Zhang, 2011[2]  †